# Weronika Domagała
Weronika Domagała (ur. 30 kwietnia 1991 w Radomiu) – polska tenisistka, klasyfikowana od 2007 roku w rankingu WTA.
We wrześniu 2007 została (razem z Katarzyną Piter oraz Sandrą Zaniewską) wicemistrzynią świata juniorek w drużynie. Medalistka mistrzostw Polski w różnych kategoriach wiekowych. W rankingu WTA najwyżej sklasyfikowana w singlu była na 733. miejscu, a w deblu na 465. pozycji.

## Wygrane turnieje rangi ITF
| turnieje z pulą nagród 100 000 $ |
| turnieje z pulą nagród 75 000 $  |
| turnieje z pulą nagród 50 000 $  |
| turnieje z pulą nagród 25 000 $  |
| turnieje z pulą nagród 15 000 $  |
| turnieje z pulą nagród 10 000 $  |

### Gra podwójna
|    | Data       | Turniej    | Kat. | ($)    | Naw.   | Partnerka      | Finalistki                         | Wynik          |
| 1. | 18/10/2008 | Lizbona    | ITF  | 10 000 | twarda | Lina Bennani   | Fatima El Allami Catarina Ferreira | 7:5, 4:6, 11–9 |
| 2. | 24/07/2009 | Pieszczany | ITF  | 10 000 | ziemna | Jana Jandova   | Monika Kochanova Nikola Vajdova    | 7:5, 6:4       |
| 3. | 08/08/2009 | Iława      | ITF  | 10 000 | ziemna | Katarzyna Kawa | Anna Niemiec Aleksandra Rosolska   | 6:1, 6:3       |
| 4. | 16/07/2010 | Pieszczany | ITF  | 10 000 | ziemna | Paula Kania    | Gabriela Horackova Petra Krejsova  | 6:1, 6:1       |
| 5. | 22/01/2011 | Tallinn    | ITF  | 10 000 | twarda | Natalia Kołat  | Janina Dariszina Polina Rodionowa  | 6:1, 6:0       |